# Minyeo-ui tansaeng
Minyeo-ui tansaeng (hangeul: 미녀의 탄생, lett. Nascita di una bellezza; titolo internazionale Birth of a Beauty) è una serie televisiva sudcoreana trasmessa su SBS dal 1º novembre 2014 all'11 gennaio 2015.

## Trama
Sa Geum-ran, gentile e sovrappeso, vive insieme alla suocera e alle nuore, che la maltrattano, mentre suo marito, il ricco Lee Kang-joon, lavora da sette anni negli Stati Uniti, dove ha iniziato una relazione con la sofisticata presentatrice televisiva Gyo Chae-yeon. Quando Geum-ran riceve le carte del divorzio e vede la famiglia del marito accogliere a braccia aperte Chae-yeon, minaccia Kang-joon, che la insegue in auto facendola cadere da un dirupo. Tutti credono che si sia suicidata, ma la donna è ancora viva e decide di vendicarsi, chiedendo aiuto al dottor Han Tae-hee affinché la sottoponga a chirurgia e la faccia dimagrire. Trasformatasi nell'aspetto e assunto il nuovo nome di Sara, inizia a complottare per rovinare l'imminente matrimonio di Kang-joon e Chae-yeon, ma, quando incontra l'ex-marito, i suoi sentimenti riemergono e decide di riconquistarlo.

## Personaggi

### Personaggi principali
- Han Tae-hee, interpretato da Joo Sang-wook
- Sara/Sa Geum-ran, interpretata da Han Ye-seul
- Lee Kang-joon, interpretato da Jung Gyu-woon
- Gyo Chae-yeon, interpretata da Wang Ji-hye

### Personaggi secondari
- Sa Geum-ran (prima della chirurgia), interpretata da Ha Jae-sook
- Han Min-hyuk, interpretato da Han Sang-jin
- Gyo Ji-hoon, interpretato da In Gyo-jin
- Lee Jung-sik, interpretato da Han Jin-hee
- Go Soon-dong, interpretata da Kim Young-ae
- Lee Jin-young, interpretata da Kang Kyung-heon
- Lee Min-young, interpretata da Jin Ye-sool
- Guida del gruppo Choi, interpretato da Kwon Si-hyun
- Signora Park, interpretata da Kim Yong-rim
- Eun Kyung-joo, interpretata da Shim Yi-young
- Son Ji-sook, interpretata da Kim Chung
- Shim Yeo-ok, interpretata da Lee Jong-nam
- Nonna di Kang-joon, interpretata da Kim Young-ok

## Colonna sonora
1. She – Jonghyun
2. Only I Didn't Know (나만 몰랐어) – Gemini
3. Looking At You (바라보기) – M.C. the Max
4. If (설마) – Gemini
5. Though It Hurts, It's Okay (아파도 괜찮아) – Lee Hyun
6. Dazzling (눈부셔) – Lee Hae-na
7. Like It's All Forgotten (다 잊은듯이) – Veloce
8. Words I Can't Say (하지못한 말) – Hanna
9. She (Remix Ver.) – Jonghyun
10. Only I Didn't Know (Inst.) (나만 몰랐어 (Inst.))
11. Looking At You (Inst.) (바라보기 (Inst.))
12. If (Inst.) (설마 (Inst.))
13. Though It Hurts, It's Okay (Inst.) (아파도 괜찮아 (Inst.))
14. Dazzling (Inst.) (눈부셔 (Inst.))
15. Words I Can't Say (Inst.) (하지못한 말 (Inst.))
16. Like It's All Forgotten (Inst.) (다 잊은듯이 (Inst.))
17. She (Inst.)
18. Though It Hurts, It's Okay (Guitar Ver.) (아파도 괜찮아 (Guitar Ver.))

## Riconoscimenti
| Anno | Premio           | Categoria                                       | Ricevente                   | Risultato       |
| ---- | ---------------- | ----------------------------------------------- | --------------------------- | --------------- |
| 2014 | SBS Drama Awards | Premio eccellenza, attore in un drama speciale  | Joo Sang-wook               | Candidato/a     |
| 2014 | SBS Drama Awards | Premio eccellenza, attrice in un drama speciale | Han Ye-seul                 | Vincitore/trice |
| 2014 | SBS Drama Awards | Premio speciale, attore in un drama speciale    | Han Sang-jin                | Candidato/a     |
| 2014 | SBS Drama Awards | Top 10 Stars                                    | Han Ye-seul                 | Vincitore/trice |
| 2014 | SBS Drama Awards | Top 10 Stars                                    | Joo Sang-wook               | Vincitore/trice |
| 2014 | SBS Drama Awards | Premio popolarità                               | Han Ye-seul                 | Candidato/a     |
| 2014 | SBS Drama Awards | Premio popolarità                               | Joo Sang-wook               | Candidato/a     |
| 2014 | SBS Drama Awards | Premio miglior coppia                           | Joo Sang-wook e Han Ye-seul | Vincitore/trice |
| 2015 | Hwajeong Awards  | Miglior attrice globale                         | Han Ye-seul                 | Vincitore/trice |

## Distribuzioni internazionali
| Paese     | Canale/i        | Prima TV                    | Titolo adottato   |
| --------- | --------------- | --------------------------- | ----------------- |
| Singapore | ONE TV ASIA     | 18 maggio 2015              | Birth of a Beauty |
| Malaysia  | ONE TV ASIA     | 18 maggio 2015              | Birth of a Beauty |
| Indonesia | ONE TV ASIA     | 18 maggio 2015              | Birth of a Beauty |
| Filippine | GMA Network     | 15 giugno-11 settembre 2015 | Birth of a Beauty |
| Indonesia | RCTI            | 11 gennaio 2016-conclusa    | Birth of a Beauty |
| Hong Kong | Drama Channel   | 27 giugno-8 agosto 2015     | 美女的誕生        |
| Taiwan    | Videoland Drama | 16 luglio-1º settembre 2015 | 美女的誕生        |